# Norbohyttan
Norbohyttan is een plaats in de gemeente Säter in het landschap Dalarna en de provincie Dalarnas län in Zweden. De plaats heeft 70 inwoners (2005) en een oppervlakte van 31 hectare.